# Обмежена зірка
«Обмежена зірка» (англ. Redline the Stars) — науково-фантастичний роман американської письменниці Андре Нортон (справжнє ім'я Аліса Мері Нортон) та П. М. Гріффін. Роман опублікований 1993.
Роман є п'ятою книгою циклу «Королева сонця».

## Сюжет
Сюжет обертається навколо різносторонньо обдарованої Раель Коуфорт, сестри відомого вільного торгівця, яка вирішила перейти з-під його опіки в команду «Королеви сонця». Вона дивує команду й особливо капітана Джеліко талантами лікаря, психолога, біолога, детектива, ювеліра, хіміка.
Більшість нових другорядних персонажів роману теж жінки.